# John Hoynes
John Hoynes es un personaje de ficción interpretado por Tim Matheson en la serie de televisión El Ala Oeste de la Casa Blanca. Es el Vicepresidente de los Estados Unidos durante las cuatro primeras temporadas de la serie.
Como senador por Texas, John Hoynes era el gran y casi imbatible favorito para la nominación demócrata a las Presidenciales de 1998. Después de algunas primarias bastante reñidas, Hoynes perdió la nominación en favor del Gobernador de Nuevo Hampshire Josiah Bartlet. La campaña de Hoynes había comenzado a perder impulso en el momento en que Josh Lyman, uno de sus principales estrategas, decidió unirse al equipo de Bartlet. Lyman se sentía cada vez más frustrado por el poco compromiso mostrado por Hoynes en los asuntos clave, y tras asistir por invitación de Leo McGarry a un discurso de Bartlet en Nashua, New Hampshire, quedó impresionado por la honestidad y sinceridad del Gobernador. En la Convención Nacional Demócrata celebrada en el verano de 1998, Bartlet, por consejo de Leo McGarry, invitó a Hoynes a unirse a la candidatura como aspirante a Vicepresidente. Cuando Bartlet consiguió la nominación, hizo un esfuerzo para demostrarle a Hoynes su confianza en él al confesarle que sufría esclerosis múltiple. Hoynes no respondió inmediatamente, pero al final decidió aceptar la propuesta. Bartlet contaba con Hoynes para tratar los asuntos relacionados con el Sur, y aunque ganaron tanto en Florida como en Georgia, perdieron en Texas en las elecciones presidenciales.
Hoynes tenía una difícil relación con el presidente Bartlet, principalmente a causa del resentimiento de Hoynes por haber perdido la nominación y por no estar de acuerdo con que Bartlet no revelase su historial médico durante las Primarias. En la primera temporada, por ejemplo, se puede ver como mantienen una discusión en una reunión del Gobierno acerca de los comentarios del Vicepresidente antes de que Bartlet llegase. Cuando se supo que esa historia había sido filtrada al enviado del Washington Post en la Casa Blanca Danny Concannon, Bartlet asumió erróneamente que Hoynes había sido la fuente. Cuando Hoynes preguntó al presidente por el motivo de su enfado y resentimiento con él, Bartlet aludió a la poca disposición que mostró cuando le ofreció el cargo de Vicepresidente: "No debiste haberme hecho rogar, John. Te pedí que fueras mi Vicepresidente". Sin embargo y a pesar de sus constantes desacuerdos, Bartlet y Hoynes se demuestran a menudo respeto mutuo. Cuando gran parte del gabinete presidencial sopesaba la idea de no permitir a Hoynes presentarse con Bartlet a la reelección en favor del almirante Percy Fitzwallace, el presidente insistió en mantenerle a su lado justificándolo en una simple nota que rezaba: "Porque yo podría morir".
Aunque al igual que Bartlet, Hoynes mantuvo varias disputas políticas con Leo McGarry, su respeto mutuo era claro. Ambos eran alcohólicos en rehabilitación, y Hoynes invitó a McGarry a asistir a las reuniones secretas de Alcohólicos Anónimos que organizaba. En el episodio "Requiem", cuya trama principal es el funeral de Leo, se puede ver a Hoynes terriblemente apenado por la tragedia acaecida.
En mayo de 2003 se descubrió que Hoynes había filtrado información clasificada a Helen Baldwin, una mujer de Washington con la que mantuvo relaciones extramatrimoniales, principalmente sobre distintas evidencias de vida en Marte. Hoynes confesó posteriormente que le gustaba presumir de su posición. Cuando el presidente Bartlet le preguntó a Hoynes si estaba en condiciones de desmentir el asunto, este presentó su dimisión como Vicepresidente. Bartlet y McGarry intentaron hacerle desistir de ello, pero Hoynes no hizo más que confirmarlo, en parte porque nunca había estado a gusto en el cargo y en parte para evitar mayores problemas a su familia.
En la quinta temporada se supo que Hoynes había recibido un adelante de 5 millones de dólares por un libro llamado "Revelación total" (Full Disclosure). El objetivo de su publicación era limpiar su imagen para que pudiese aspirar a la presidencia como sucesor de Bartlet en las elecciones de 2006. Concedió una entrevista a Diane Mathers, con su esposa junto a él, como parte de ese esfuerzo. Su candidatura fue anunciada en el episodio de la sexta temporada "A Change is Gonna Come". Sin embargo, no fue capaz de repescar al entonces Adjunto al Jefe de Gabinete Josh Lyman para que volviese a dirigir su campaña.
Su campaña para las primarias de 2006, en las que fue uno de los grandes candidatos, fue "temporalmente suspendida" para que pudiera refugiarse en Washington junto con su familia después de que un tabloide pagase a una antigua asesora en el Senado para que contase una vieja historia sexual en absoluto verdadera. Coincidiendo con la Convención Nacional Demócrata en la sexta temporada, Hoynes creyó que aún podía ser nominado. Mientras tanto, Josh Lyman le ofreció ocupar un alto cargo del partido bajo una hipotética administración dirigida por Matt Santos a cambio de que respaldase a Santos y le cediese sus delegados en las primarias. Hoynes no aceptó inmediatamente y perdió definitivamente la oportunidad cuando el Gobernador Eric Baker anunció su candidatura durante la convención. En la segunda ronda de votaciones Hoynes apenas obtuvo el apoyo de 100 delegados, perdiendo cualquier posibilidad de ser nominado ni de alcanzar ningún trato con Josh. Su carrera política había terminado.

## Retrospectiva
John Hoynes habla francés de manera fluida y es un alcohólico en rehabilitación (no bebe desde la Universidad). Se licenció en la Universidad Metodista del Sur, ejerciendo como abogado antes de entrar en la industria petrolífera. Hoynes tiene varios hijos y está casado con Suzanne en segundas nupcias.
Hoynes es un demócrata centrista, precisamente por ello el Líder de la Minoría en el Senado, Senador Tripplehorn, temía que Hoynes pudiera "arrastrar al partido [demócrata] al centro" en temas como el control de armas, el comercio o las escuelas si alguna vez llegaba a Presidente. Josh Lyman también le menciona como miembro del Comité de Liderazgo Demócrata, una sección de corte moderado dentro del Partido. Hoynes apoya la aplicación de la tecnología en las zonas rurales, y por consiguiente cualquier ley federal que proporcione fondos para ello. Cree que la 2.ª Enmienda a la Constitución (control de armas) es arcaica, aunque no apoya las restricciones a las armas más fuertes. Asimismo rechaza tanto la legalización como la prohibición expresa de los matrimonios homosexuales, ya que cree que el tema se merece un "estudio a conciencia".
Asimismo se comenta que tuvo un desliz con la secretaria de Prensa de la Casa Blanca C.J. Cregg en un ascensor en 1994, llegando a publicarse que mantenía una relación con ella. Ella se lo contó a Toby, aclarando que sabía que estaba casado y reconociendo que "había sido la peor decisión de su vida". 

## La relación de Hoynes con Josh Lyman
Cuando trabajaba para Hoynes, Josh Lyman le insistía en que debía coger el toro por los cuernos y centrar su campaña presidencial en las reformas de la Seguridad Social, explicándole con una analogía sobre parques de atracciones: "no hacerme caso en esto es como presentarse a Presidente de Walt Disney Corporation y decir que vas a arreglar Epcot". Cuando se enfrentaron durante una reunión del equipo, Josh dijo que la campaña iba por el camino correcto y que deberían marcar ese camino muy bien para poder seguirlo, pero seguía sin saber de forma clara qué cosas apoyaba Hoynes y cuales rechazaba de pleno, "solamente que parecía que iban a ganar contra alguien que también se creía ganador". Ese mismo día, Josh recibió la visita de Leo McGarry, quien le invitó a ir a Nashua para oír hablar a Jed Bartlet. Tras escuchar al Gobernador de New Hampshire, Josh decidió no malgastar más tiempo en campañas erráticas.
Por otra parte, cuando Bartlet llega a la Casa Blanca, Josh está totalmente de acuerdo con Leo McGarry acerca de que Hoynes era y es el hombre adecuado para ocupar la Vicepresidencia. Cuando el gabinete presidencial comienza a preparar las elecciones de 2002 se plantea no incluir a Hoynes en la candidatura. Cuando Hoynes se entera y va a aclararlo con Bartlet, este le dice que en realidad quiere que esté ahí "porque podría morir", a lo que Josh añade: "Por supuesto, tiene razón".
Josh Lyman opina que si Hoynes creyera más en sus propias ideas y convicciones y dejase de hacer tanta falsa política no tendría límite en sus aspiraciones. Este tema aparece en el capítulo "Qué clase de día ha sido": Hoynes le pregunta a Josh si pensaba que si se hubiesen mantenido unidos en la campaña podría haber ganado las elecciones, a lo que contesta que no lo piensa, sino que "lo sabe". Esto también demuestra lo seguro que Josh está de sí mismo y de sus ideas:
Hoynes: "A veces me pregunto que habría pasado si te hubiese escuchado, ¿sería ahora el Presidente? ¿Te lo has preguntado alguna vez?"
Josh: "No, señor, lo sé seguro."
Más adelante, en la sexta temporada, Hoynes admite que perdió la carrera presidencial cuando perdió a Josh.
Cuando el Consejero Asociado de la Casa Blanca Joe Quincy averiguó que Hoynes había estado manteniendo relaciones con Helen Baldwin, este se llevó consigo a Josh y C.J. Cregg para comunicárselo, a lo que Hoynes reaccionó: "Me traes caras amigables, eso es considerado por tu parte". Asimismo Josh le comentó a Quincy que "sería mejor que no le viera sonriendo en ese momento". Obviamente Josh no estaba feliz por el fin de la vida política de Hoynes.
La autobiografía de Hoynes dedica varias páginas a Josh en las que alaba su trabajo, un hecho que es recibido de manera ambigua por Josh, más ocupado en intentar descubrir por qué Hoynes escribiría todo eso un libro en lugar de decírselo a él personalmente. Cuando Hoynes anuncia su retorno a la vida pública, intenta que Josh vuelva a acercarse a él proponiéndole dirigir su campaña. Esto coincide con la salida de Josh de una importante cumbre con China en la que había estado trabajando dos meses debido a problemas diplomáticos con Taiwán. Estando de acuerdo con Hoynes acerca de que las demás opciones hasta el momento ("Bingo Bob" y Eric Baker) no eran gran cosa, Josh comienza a ponderar si aceptar la oferta o no. Finalmente Josh encuentra un candidato a su opinión aún mejor y termina por rechazarla.
En plena Convención Nacional Demócrata, Josh Lyman se acercó a Hoynes y le propuso ser un alto cargo del Partido durante la administración Santos a cambio de que le apoyase y le cediera sus delegados en las primarias. Hoynes dudó largo tiempo, expirando automáticamente el ofrecimiento cuando el gobernador Baker reventó la convención al anunciar su propia candidatura, dejando a Hoynes con demasiados pocos apoyos, insuficientes para apoyar a Santos.
- Datos: Q9012447